# کارلی فیورینا

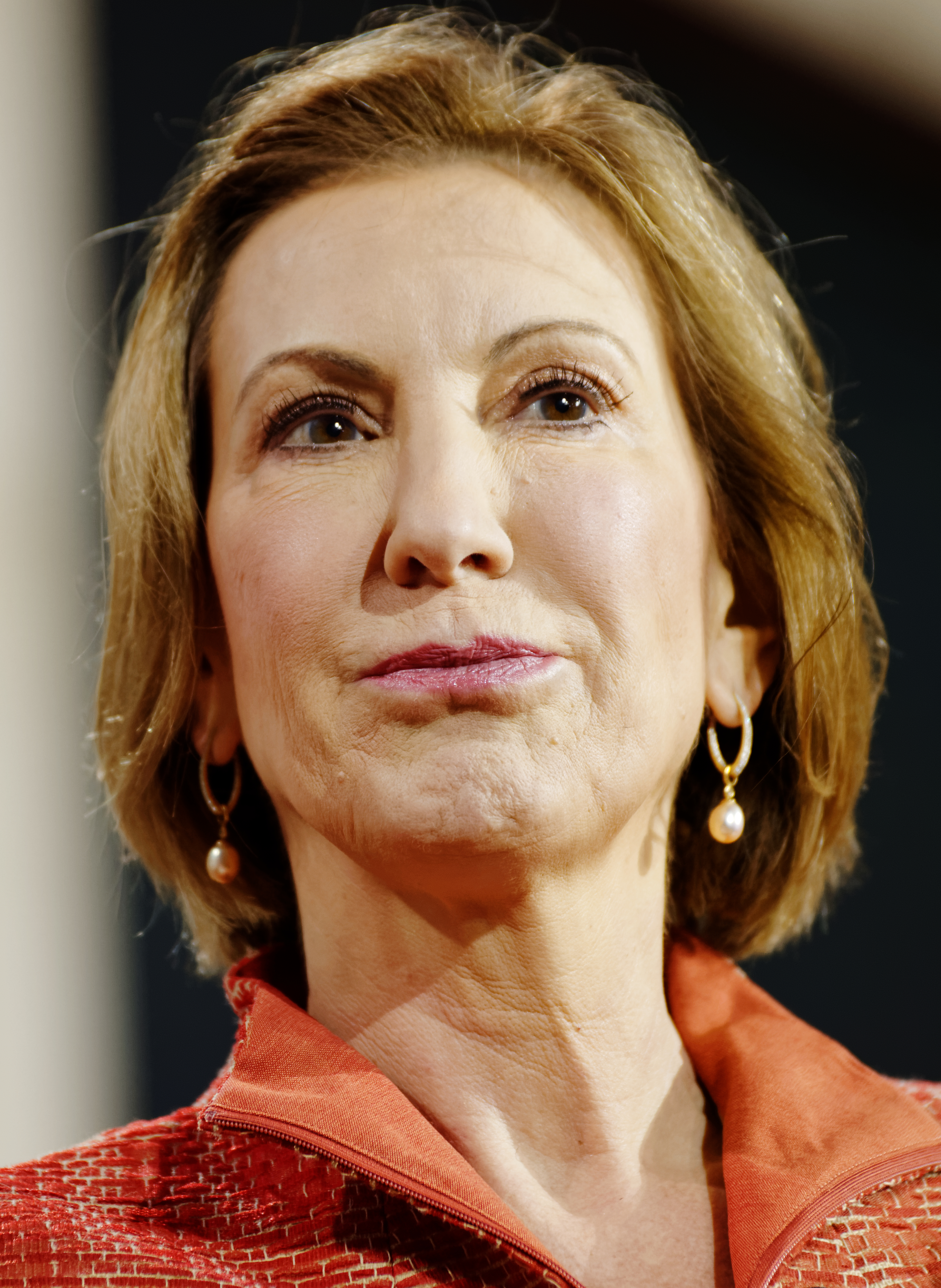

کارلی فیورینا (انگلیسی: Carly Fiorina؛ سابقاً کارا کارلتن سنید؛ زادهٔ ۶ سپتامبر ۱۹۵۴) مدیر عامل سابق کسب و کار اهل ایالات متحده آمریکا است که نامزد جمهوریخواه انتخابات سنای ایالات متحده در سال ۲۰۱۰ از کالیفرنیا بود. فیورینا از ۱۹۹۹ تا ۲۰۰۵ به عنوان مدیرعامل اجرایی هیولت پاکارد فعالیت کرد و پیشتر از مدیران شرکت تلفن و تلگراف آمریکا و شرکت اسپین-آف آن، لوسنت تکنالوجیز، بود.
فیورینا حین فعالیت در لوسنت و اچ پی یکی از قدرتمندترین زنان در کسب و کار شمرده می‌شد.
در سال ۲۰۰۲، فیورینا بر بزرگترین ادغام در تاریخ های-تک تا آن زمان، با شرکت کامپیوتری رقیب کامپک نظارت کرد، که اچ پی را بدل به بزرگترین تولیدکنندهٔ کامپیوتر شخصی در جهان تبدیل کرد. فیورینا به عنوان بخشی از اجرای این ادغام ۳۰۰۰۰ کارمند را در آمریکا از کار اخراج کرد. در ۹ فوریه ۲۰۰۵، هیئت مدیرهٔ اچ پی فیورینا را به دلیل پایین آمدن ارزش سهام، گزارش‌های درآمد ناامیدکننده، عدم توافق دربارهٔ عملکرد شرکت و مقاومت او در برابر انتقال اقتدار به رؤسای بخش‌ها، مجبور به استعفا از مدیریت عامل اجرایی و ریاست هیئت مدیره کرد.
در مبارزات جان مک‌کین در انتخابات ریاست جمهوری سال ۲۰۰۸، فیورینا به عنوان یکی از مشاورین او فعالیت می‌کرد. او در سال ۲۰۱۰ نامزد انتخابات سنا بود که رقابت را به سناتور باربارا باکسر واگذار کرد. او در ۴ مه ۲۰۱۵ کاندیداتوری خود را در انتخابات ریاست جمهوری ۲۰۱۶ اعلام کرد و در ۱۰ فوریه ۲۰۱۶ از رقابت دست کشید.
بازرگان آمریکایی و مدیر اجرایی سابق شرکت فناوری اطلاعات هیولت پاکارد ( اچ‌پی) که در سال ۲۰۱۶ کمپین مستقل خودش را برای حزب جمهوری خواه شروع کرد. در آن سال تنها زنی بود که از این حزب کاندید شده بود . در سال ۲۰۱۰ هم موفق نشد در انتخابات سنا رای کافی را بدست آورد. از مخالفان سرسخت هیلاری کلینتون، وزیر خارجه سابق و کاندیدای ریاست‌جمهوری سابق آمریکا بود. انتقاد شدیدی هم برای فروش غیرمستقیم پرینترهای اچ‌پی به ایران در زمانی که ریاست این شرکت را برعهده داشت و در زمانی که بیل کلینتون رئیس‌جمهوری سابق آمریکا ایران را تحریم کرده بود از او شده بود.